# Delincuencia en El Salvador
La delincuencia en El Salvador es uno de los mayores problemas del país, siendo los crímenes violentos los de mayor relevancia tanto a nivel nacional como internacional. Ha habido dos picos históricos de homicidios: el primero en 1995 con una tasa de 141,72 homicidios por cada 100 000 habitantes, el segundo en el año 2015 con una tasa de 105 homicidios por cada 100 000 habitantes, para posteriormente tener una reducción de los homicidios hasta  el año 2023 el año menos violento en la historia moderna de El Salvador, con una tasa de 2,4 homicidios por cada 100 000 habitantes.
Los principales causantes de estas olas de violencia son las pandillas, popularmente conocidas como "Maras". Se estima que existen más de 70 000 integrantes de pandillas en El Salvador, de los cuales según datos oficiales más de 40 000 ya se encuentran en prisión, debido a una ofensiva gubernamental de la Administración Bukele en respuesta a un repunte de homicidios ocurrido en el mes de marzo de 2022, nombrado por el estado como Guerra Contra las Pandillas. Las pandillas más conocidas en El Salvador son la Mara Salvatrucha y La Pandilla 18.
A finales de abril, el presidente Nayib Bukele ordenó el cierre de las cárceles en las que había miembros de pandillas luego de una ola de violencia entre el 24 y el 27 de abril de 2020, en la que murieron 77 personas, atribuida a los miembros de pandillas. Como parte de las acciones del gobierno salvadoreño en los recintos penitenciarios, los presos pasaron a ser encerrados en celdas durante 23 horas al día, además se bloquearon las señales móviles y wifi dentro de las cárceles y se mezclaron miembros de pandillas rivales.

## Tipos de Violencia en El Salvador

### Violencia Estatal
Durante la Independencia de la Corona Española en 1821, con la formación de las provincias de Centroamérica, y la separación de dichos países, conformarían sus estados unitarios, en el caso del salvador sería en 1841, donde se conformaría un gobierno soberano y de estado unitario, tanto así que daría el auge a monopolios y a la formación de un gobierno constitucional que representaría al estado salvadoreño, dando así la escritura de su constitución y a las leyes que se apegan a dicha constitución, sin embargo el estado ha mostrado alianzas con grupos de empresarios formando una oligarquía cafetalera de 14 familias, lo cual ayudarían a conformar dichas conformaciones de gobiernos por parte de la protección de sus intereses, ante esto surgió la Fuerza Armada de El Salvador, como principal defensor de los intereses del estado salvadoreño, y unos años más tarde la Policía Nacional Civil y otros cuerpos de seguridad tomarían el control público en el país, sin embargo, El Ejército, Sus Cuerpos de Seguridad y la Policía han estado involucrados en dichos crímenes de lesa humanidad que van desde el siglo XIX hasta a principios de los 90's del siglo XX siendo objeto de realización de masacres, desapariciones forzadas, represiones, agresiones a la población civil, capturas arbitrarias, interrogatorios y amenazas a muerte por parte de los cuerpos del estado, Sus crímenes de lesa humanidad van desde La Masacre el mozote, el levantamiento campesino, La Guerra Civil, La Masacre del 30 de julio, La Masacre el sumpul entre otras ocurridas durante dos siglos debido a diversas razones.

### Violencia Paramilitar
A partir de la década de 1920, surgen dichos movimientos paramilitares, llamados escuadrones de la muerte estos grupos estarían conformados tanto clandestinamente como legalmente, ellos operaban a través del Ejército Salvadoreño, como grupos de choque. su objetivo era perseguir a los opositores de dichos gobiernos ya sean civiles o militares, a quienes tildaban de traidores a la patria o comunistas  al cual los desaparecían o los asesinaban, dichos grupos han tenido participación en crímenes de lesa humanidad, existen versiones y casos de dichos grupos no existieron, pero según el informe de la comisión de la verdad, existieron escuadrones de la muerte que ayudaron a asesinar a campesinos, opositores, sindicalistas, entre otros, algunos escuadrones de la muerte que operaron el país, fueron la brigada anticomunista MHM, Las Ligas Rojas y La ORDEN.

### Violencia Guerrillera
Desde que se dio en 1932, el primer levantamiento campesino, con influencias comunistas este movimiento seguiría evolucionando hasta la década de 1970, a través del PCS, la violencia comunista no es un fenómeno recientemente visto, incluso durante 3 décadas este movimiento se mantuvo en pausa debido a su intento de participar en elecciones libres y democráticas, pero en la década de 1970 sus triunfos electorales fueron robados a través de fraudes electorales, lo cual daría inicio a una futura guerra civil, pero desde esa década ya dichos grupos estaban operando en la clandestinidad, empezando en 1971 con el secuestro de Ernesto Regalado Dueñas un empresario cafetalero al cual exigieron una cantidad de dinero, esta práctica seguiría hasta en la década de 1990's, el cual no solo empresarios o terratenientes serían afectados, sino también alcaldes oficialistas, y opositores, civiles comunes, miembros del ejército, estudiantes, miembros de la misma guerrilla y policías serían víctimas de la violencia guerrillera, además de destrucciones a patrimonios estatales y diversas masacres cometidas por la guerrilla, la cual se esclarecieron en la firma de los Acuerdos de Paz, dichos grupos guerrilleros estarían conformados por el ERP, PRTC, FPL, RN Y PCS que conformarían el FMLN. 

### Otros tipos de Violencia

#### Violencia Intrafamiliar
La violencia intrafamiliar, es un tema común en muchas familias salvadoreñas donde los padres de familia son los protagonistas e incluso algunos miembros familiares, las causas de este tipo de violencia son problemas económicos, problemas de vicios, o problemas matrimoniales las cual han llevado a asesinatos de pareja o asesinatos de miembros de la misma familia. 

##### Violencia hacia miembros de la Comunidad LGBTQ+
Al menos 600 personas de la comunidad LGBT, en el salvador han sido asesinadas o desaparecidas, tal es el caso de las masacres de la praviana y la masacre de la campana, ocurridas en la década de los 80's durante la guerra civil, tal es el caso de que un grupo de mujeres transgénero fueron asesinadas por escuadrones de la muerte y desaparecidas, por estos hechos nunca se esclarecieron y siguen actualmente impunes. En el siglo XXI, se han reportado asesinatos hacia mujeres trans y otros miembros de dicha comunidad pero solo en 2019 fue un año sangriento para este movimiento ya que varios de sus miembros fueron asesinados entre estos, una persona identificada como no binaria, y 3 mujeres trans, pero solo los casos de 5 mujeres trans fueron judicializados. 

###### Violencia hacia la Comunidad Religiosa
Durante las décadas de los 70's y 80's la comunidad religiosa también has sido víctima de la delincuencia, más que todo hacia la iglesia católica, donde varios sacerdotes fueron asesinados por miembros del ejército o escuadrones de la muerte, ya que eran acusados de hacer apología al comunismo y de colaborar con dichos grupos guerrilleros, algunos asesinatos fueron el de Monseñor Romero, padre Rutilio grande, y los sacerdotes jesuitas de la UCA,  incluso en la actualidad algunos sacerdotes han sido asesinados por miembros de pandillas, en la comunidad protestante también ha habido asesinatos hacia predicadores o pastores evangélicos, estos asesinatos se han dado debido a que los predicadores acceden a zonas controladas por pandillas. 

### Desapariciones forzosas
La práctica de la desaparición forzada proviene desde inicios de los 70, cuando los escuadrones de la muerte empezaban a amenazar de muerte a opositores que los consideraban izquierdistas o comunistas, sin embargo, la misma guerrilla también uso esta práctica para poder cometer hechos ilícitos; sin embargo, durante la década de los 80, con la guerra civil, las desapariciones forzadas se darían en un incremento diario tanto que se dio el fenómeno de que restos humanos fueron hallados en fosas clandestinas, uno de estos lugares se ubicaba en el playón un valle donde la lava fundida por la erupción del volcán de san salvador de 1917 se cristalizo y quedó como un lugar para cometer hechos ilícitos muchos restos humanos fueron hallados en ese lugar se especula que escuadrones de la muerte llegaban a tirar los restos humanos a ese lugar, aunque estos hechos nunca fueron esclarecidos la desaparición forzada no solo ha afectado a opositores o miembros de la comunidad política sino que también a la sociedad civil en general, las pandillas han vuelto a usar este fenómeno entre los años 2020 y 2021 dando a entender la cantidad de desapariciones que se incrementó en esos años. Uno de los casos fue el de los hermanos Guerrero Toledo que desaparecieron cuando iban a un evento en un servicio de taxi; sin embargo, estos no volvieron a su casa, tanto así que sus cuerpos fueron hallados en fosas clandestinas en nuevo Cuscatlán, el fenómeno de las fosas clandestinas se dio entre los años 2020 y 2021 según investigaciones de la FGR han sido halladas 51 fosas clandestinas.

#### Violencia contra la Mujer
La violencia contra la mujer, es un tema dado en la actualidad en el salvador, al menos varias mujeres han sido asesinadas por diversos motivos tal es el caso de, la periodista karla turcios y la agente carla ayala. 

#### Violencia Política
La violencia en la política salvadoreña también es otro caso que suele suceder, como la persecución y encarcelamiento de presos políticos opositores, la desaparición de estos o la tortura hacia opositores de algún gobierno de turno. 

#### Violencia Estudiantil
En los centros educativos, tanto públicos como privados suelen pasar tipos de intolerancia donde estudiantes suelen ser víctimas de bullying o de riñas con otros estudiantes por diversos motivos, al menos en 2023 y 2024 algunos estudiantes han sido capturados por pertenecer a pandillas, recientemente se ha dado un caso donde un grupo de estudiantes fueron detenidos por protagonizar una pelea callejera, entre otros tipos como la rivalidad entre instituciones.

#### Violencia Deportiva
Los lugares de esparcimiento público, como estadios o parques han sido también escenarios de delincuencia tanto por rivalidad como por fanatismo deportivo, tal es el caso de una estampida ocurrida en mayo de 2023, donde dejó un saldo de 15 muertos, entre otros ejemplos se encuentran las agresiones entre equipos rivales. 

#### Violencia de Tránsito
La violencia en el tránsito suele ser muy común en la sociedad salvadoreña, algunos ejemplos son las riñas entre conductores del transporte público, y conductores particulares, incluyendo también agresiones hacia agentes de tránsito. 

#### Violencia Cibernética
La violencia cibernética recientemente se ha visualizado en la sociedad salvadoreña, que van desde ataques, estafas, extorsiones, ciberbulliyng, hasta agresiones verbales en redes sociales esta violencia suele suceder en el campo espectro de la política en su mayoría y en otro casos menores a tendencias de moda, o de tendencias a personas virales, en el periodismo se han dado casos de hackeo, espionaje, agresiones o críticas a sus opiniones o medios de comunicación.

#### Suicidios
El suicidio, se ha dado recientemente en la sociedad salvadoreña, donde jóvenes, adolescentes y adultos han sido víctimas de este flagelo muchos de estos suicidios suelen pasar por problemas de depresión, o de economía, además de vivir en la realidad que los suele rodear.

## Violencia
Al finalizar la Guerra Civil Salvadoreña, y en el marco del cumplimiento de los Acuerdos de Paz, hubo una reestructuración de las fuerzas de seguridad en El Salvador, creando un vacío de poder en las comunidades más pobres del país, sumando a la falta de oportunidades, falta de empleo, y una gran desigualdad en la sociedad, generó un ambiente perfecto para los pandilleros recién deportados de Estados Unidos, quienes sedujeron a jóvenes y excombatientes a unirse a sus grupos delincuenciales, una gran cantidad de armas usadas en la guerra seguían en manos de excombatientes, que sirvió de arsenal para las pandillas que en ese entonces eran algo nuevo para la sociedad salvadoreña, al comenzar a trazar sus fronteras, comenzó una guerra entre ellas, que terminó desatando un alza en los homicidios, aunque de principio la violencia era entre pandillas, con el tiempo estas sofisticaron su estructura, comenzando los ataques a civiles y a la misma autoridad salvadoreña.
Las pandillas empezaron atacar a civiles cuando comenzaron a cobrar extorsiones, ya que si la persona que se le cobra lo que ellos denominan "renta" se niega a pagarla, esta es asesinada; en casos extremos amenazan o matan un pariente o la familia entera de la víctima. Otros blancos son los miembros de seguridad pública, periodistas, activistas, vigilantes privados, y personas que se rehúsan a formar parte de sus pandillas, corriendo riesgo amigos y familiares de este grupo de personas, ha habido casos de personas inocentes asesinadas solamente por no residir en el sector donde son interceptados, o vivir en una comunidad controlada por la pandilla contraria.

## Pandillas

### Pandillas
El fenómeno de las pandillas en El Salvador antiguamente eran completamente distintas a como se conocen hoy en día, eran pequeños grupos de jóvenes, se dedicaban a drogarse, robar, hurtar, entre otra serie de delitos menores, en el que lo máximo que podían llegar es a generar escándalos públicos, no tenían una organización sofisticada como la que tienen hoy en día, y no tenían una organización territorial definida, y las que las tenían al pelearse con otras pandillas era solamente lanzarse piedras o pelearse con cinturones, se pierde un rastro de las pandillas salvadoreñas al comenzar la Guerra Civil Salvadoreña, en el que muchos migrantes llegarían a Los Ángeles, es ahí donde aprendieron otro concepto de pandillas, donde muchos centroamericanos encontrarían refugio de otras pandillas en el Barrio 18, otro grupo de salvadoreños y centroamericanos crearían la ahora conocida Mara Salvatrucha, que al ser deportados llevarían esa nueva modalidad de pandillas a El Salvador, comenzando una evolución de estas, empezando una progresiva extensión del concepto de las pandillas, ya había registros de maras antes del conflicto armado, pero en la década los 90 se popularizaron entre los jóvenes, surgieron una gran variedad de pandillas en las comunidades, las que existían antes del conflicto adoptaron el nuevo concepto de pandillas, jóvenes en sus propias comunidades crearon sus propias pandillas, y los pandilleros deportados comenzarían a reorganizarse en El Salvador, comenzando una disputa territorial, que empezó con palos, piedras, y navajas, pero que luego terminó en el uso de armas de fuego y machetes, desatando una ola de violencia teniendo un pico de homicidios en 1995, de las decenas de pandillas que había en ese entonces, la Mara Salvatrucha y el Barrio 18 se impusieron ante las demás, apropiándose de sus comunidades, las demás pandillas fueron eliminadas, otras optaron por unirse a las filas de la MS o la 18, aunque actualmente en El Salvador todavía se encuentran algunas pandillas pequeñas que han sobrevivido a esa asimilación, entre ellas la Mara Mao Mao 180, Mara Máquina 22, y la Mirada Loca 13, siendo pandillas que dominan unas pocas comunidades, tienen menos miembros, y menor relevancia a nivel nacional.

### Las Maras y el Narcotráfico
La Mara Salvatrucha y el Barrio 18 se sospecha que tienen vínculos con grupos del narcotráfico a nivel internacional, estas pandillas son los principales comerciantes de droga en El Salvador, siendo la Marihuana su principal producto de consumo y venta, así también como uno de los factores que recrudeció la violencia pandillera en El Salvador, ya que un mayor control territorial asegura mayores ingresos a la pandilla por medio de la venta de droga, que se compra a los Carteles Mexicanos para revenderla, así mantener las financias de las pandillas y sus actividades ilícitas.

## Grupos Narcotraficantes
El Salvador se le ha considerado como un perfecto rol definitivo para los negocios del narcotráfico, poniendo ya los ejemplos y referencias de la incautación de drogas que tuvo lugar en las partes orientales del país donde Las autoridades incautaron en el 2021 una gran cantidad de droga valorada en más de 270,9 millones de dólares.
Desde el inicio del Plan Control Territorial, varios grupos de carteles ya sean provenientes de México o Colombia en un intento de llegar a su destino, eran capturados por los grupos de la Fuerza Naval de El Salvador, depositando en los botes grandes cantidades de dinero, y paquetes de droga. Un grupo delincuente llamado, el Cártel de Texis, en la cual se dedica mayormente en la negociación de las drogas, al igual que otro llamado, Los Perrones, ambos grupos tuvieron un importante rol de la exportación de drogas en el país, y los supuestos vínculos con los carteles mexicanos, sin embargo, dichos grupos empezarían ha decaer debido a los arrestos de algunas personas claves e importantes, esto mismo ha permitido que las pandillas principales del país dominen el mercado del tráfico.

## Reducción de la violencia
Los esfuerzos realizados por el alcalde Norman Quijano para restaurar la seguridad pública en San Salvador fueron poco exitosos. Las medidas de seguridad en San Salvador en los distritos más peligrosos (5 y 6, que tiene frontera con Soyapango, y es casa de muchas pandillas) incluyen campañas de seguridad y actividades recreativas para alejar a la juventud de unirse a pandillas. El alcalde también inició un programa de cámaras de la seguridad para que la policía puede controlar las áreas con mayor violencia (tráfico) en la ciudad. El proyecto fue lanzado en el Centro histórico de la ciudad y se expandirá por la ciudad entera.
El gobierno instaló programas incontables para guiar a la juventud a no integrarse a estos grupos; sin embargo los esfuerzos no han producido resultados a corto plazo. Uno de los programas implementado por el gobierno es una reforma contra las pandilla llamado Super Mano Dura ("Super Mano Firme"). Super Mano Dura tuvo poco éxito, y fue altamente criticado por la ONU. Fue un éxito provisional en 2004, pero posteriormente se vio un aumento en delito a partir de 2005. En 2004, el índice de homicidios intencionados por cada 100 000 ciudadanos era de 41, con un 60 % de los homicidios relacionados con personas involucradas con integrantes de pandillas.
El año 2015 fue de los más violentos de El Salvador, reportando un total de 6656 homicidios, desde entonces hay una reducción de homicidios hasta la actualidad, el año 2021 ha sido el menos violento finalizando con 1140 homicidios. El Salvador solía posicionarse en el primer lugar en violencia homicida en el mundo, actualmente no se posiciona ni en el top 10 mundial, la población tiene una mayor percepción de seguridad en el país, actualmente el gobierno de El Salvador maneja una ofensiva contra las pandillas, la cual ha nombrado Guerra Contra las Pandillas, liberando comunidades que popularmente eran conocidas por una alta incidencia de pandillas, considerándose mortal incluso entrar a ellas, entre ellas la colonia La Campanera del distrito de Soyapango, que por años ha sido estigmatizada por la presencia del Barrio 18, en el que se grabó un documental llamado "La Vida Loca" por el director de cine español Christian Poveda, que sería asesinado por miembros de esa pandilla tiempo después, actualmente esta comunidad ha sido intervenida por militares, y se considera por el gobierno salvadoreño como una de las colonias libres de pandillas por el estado de excepción, los habitantes de la comunidad dicen sentir una mejora significativa en la seguridad del sector sin la presencia de pandilleros.
No solamente se han logrado reducir delitos como los homicidios, sino que desde la implementación del estado de excepción se han reducido delitos como la extorsión, que es una de las principales fuentes de financiamiento para las pandillas y afecta mayormente a agricultores, comerciantes y transportistas. A pesar de la aceptación de estas medidas por parte de la población, algunos observadores han reportado supuestas detenciones arbitrarias y torturas por parte de las fuerzas policiales, muertes de detenidos bajo custodia estatal, hacinamiento carcelario y lo que consideran violaciones de los derechos humanos entre finales de marzo y principios de julio de 2022 como consecuencia de la aplicación de tales políticas.
El gobierno de El Salvador ha lanzado un plan nacional, buscan eliminar la totalidad de los grafitis de las pandillas de las comunidades que van liberando, para ejecutar este plan se han utilizado reos en fase de confianza, que no pertenecen a ninguna estructura criminal, a día de hoy continúan visitando comunidades, y se ha invitado a la población a llamarles para eliminar los grafitis de pandillas de sus comunidades.